# Любешівська селищна територіальна громада
Любешівська селищна територіальна громада — територіальна громада в Україні, в Камінь-Каширському районі Волинської області. Адміністративний центр — селище Любешів.
Площа громади — 1108,96 км², населення — 28 758 мешканців (2018).
Утворена 10 серпня 2017 року шляхом об'єднання Любешівської селищної ради та Березичівської, Бихівської, Бірківської, Великокурінської, Ветлівської, Гірківської, Деревківської, Залаззівської, Залізницької, Зарудчівської, Любешівсько-Волянської, Седлищенської, Судченської, Хоцунської, Цирської сільських рад Любешівського району.
Перспективним планом формування громад Волинської області 2020 року передбачено збільшення громади за рахунок приєднання територій Дольської та Люб'язівської сільських рад Любешівського району.
19 липня 2020 року, в результаті адміністративно-територіальної реформи та ліквідації Любешівського району, громада увійла до складу Камінь-Каширського району.

## Населені пункти
До складу громади входять 1 селище (Любешів) і 40 сіл: Березичі, Березна Воля, Бихів, Бірки, Бучин, Великий Курінь, Ветли, Витуле, Віл, В'язівне, Гірки, Гречища, Деревок, Діброва, Дольськ, Заріка, Залаззя, Залізниця, Зарудчі, Лахвичі, Лобна, Любешівська Воля, Люботин, Люб'язь, Міжгайці, Мукошин, Нові Березичі, Підкормілля, Пожог, Проходи, Рудка, Сваловичі, Седлище, Селісок, Судче, Угриничі, Хоцунь, Хутомир, Шлапань та Цир.

## Географія
Територією громади протікає річка Стохід.